# Zemlyanoy Gorod

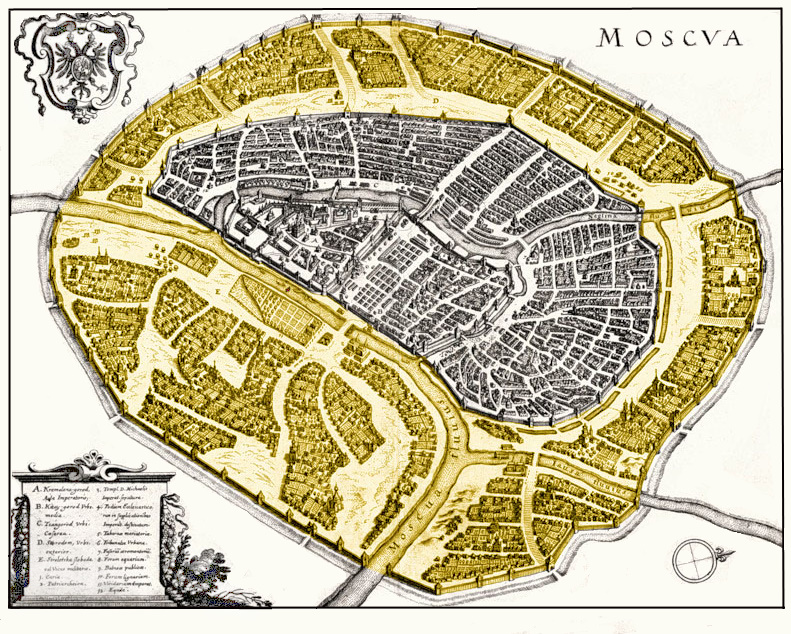
Plan de Moscou en 1638

Zemlyanoy Gorod (Земляной город, « ville de Terre »), est le nom de l'ancienne quatrième muraille d'enceinte de Moscou (la seconde délimite la Bely Gorod), dont le terme est apparu dans les années 1630. 
Plus tard, sur l’avenue de Terre (Zemlianyi Val) ont été construits des jardins, à l’origine du nom donné à la ceinture des Jardins.